# Tempestade tropical Debby (2012)
A tempestade tropical Debby causou extensas inundações no norte da Flórida e no centro da Flórida durante o final de junho de 2012. O quarto ciclone tropical e tempestade nomeada da temporada de furacões no Atlântico de 2012, Debby se desenvolveu a partir de uma depressão de baixa pressão no Golfo do México central em junho 23 A formação de Debby marcou a primeira formação registada da quarta tempestade nomeada na bacia do Atlântico, até que esse recorde foi batido pela tempestade tropical Danielle em 2016. Apesar de uma trilha projetada em direção à terra firme na Louisiana ou no Texas, a tempestade seguiu na direção oposta, movendo-se lentamente norte-nordeste e nordeste. A tempestade se fortaleceu lentamente, e em 1800 UTC em junho 25, atingiu seu pico de intensidade com ventos máximos sustentados de 65 mph (100 km/h). Ar seco, cisalhamento de vento a oeste e ressurgência de águas frias impediram maior intensificação nos próximos 24 horas. Em vez disso, Debby enfraqueceu e, no final de 26 de junho, foi uma tempestade tropical mínima. Às 2100 UTC, a tempestade chegou a Steinhatchee, Flórida, com ventos de 40 mph (65 km/h). Uma vez no interior, o sistema continuou a enfraquecer ao atravessar a Flórida e se dissipou logo após emergir no Atlântico em 27 de junho.
A tempestade fez cair imensas quantidades de precipitação perto do seu caminho. A precipitação atingiu o pico de 28,78 polegadas (731 mm) em Curtis Mill, Flórida, localizado no sudoeste do condado de Wakulla. O rio Sopchoppy, que atingiu o seu recorde, inundou pelo menos 400 estruturas no condado de Wakulla. Além disso, o rio Suwannee atingiu o seu nível mais alto desde o furacão Dora em 1964. Mais ao sul, no Condado de Pasco, o rio Anclote e o rio Pithlachascotee transbordaram, inundando as comunidades com águas "profundas" e causando danos a 106 casas. 587 adicionais as casas foram inundadas depois que o rio Black Creek transbordou no condado de Clay. Várias estradas e rodovias no norte da Flórida ficaram intransitáveis, incluindo a Interstate 10 e a US Route 90. As rotas 19 e 98 dos EUA também foram inundadas por inundações costeiras. No centro e sul da Flórida, os danos foram causados principalmente por tornados, um dos quais causou uma fatalidade. No geral, Debby causou pelo menos US $ 250 milhões em perdas e 10 mortes, 8 na Flórida e 1 no Alabama e Carolina do Sul.

## História meteorológica
Em meados de junho, a zona de convergência intertropical (ITCZ) fez a sua migração anual para o norte, para o sul do Golfo do México. Coincidindo com uma [[oscilação de Madden e Julian, uma área superficial de baixa pressão superficial desenvolvida em 19 de junho, e posteriormente mudou-se para o interior da Península de Iucatã. Enquanto o sistema atravessava a península, uma onda tropical passou pelo noroeste do Mar do Caribe em 18 de junho. A onda atingiu o Golfo do México em 20 de junho e se fundiu com a mínima alguns dias depois, gerando uma pressão baixa em 21 de junho. Localizada no sudeste do Golfo do México, o moderado cisalhamento vertical do vento fez com que o sistema permanecesse desorganizado. No entanto, as aeronaves Hurricane Hunter da Reserva da Força Aérea indicaram que a calha adquiriu uma circulação de baixo nível em 23 de junho, enquanto os navios na área relataram ventos tropicais fortes. Assim, estima-se que a tempestade tropical Debby tenha se desenvolvido às 1200 UTC em 23 de junho, centrada em cerca de 290 milhas (470 km) ao sul da foz do rio Mississippi.

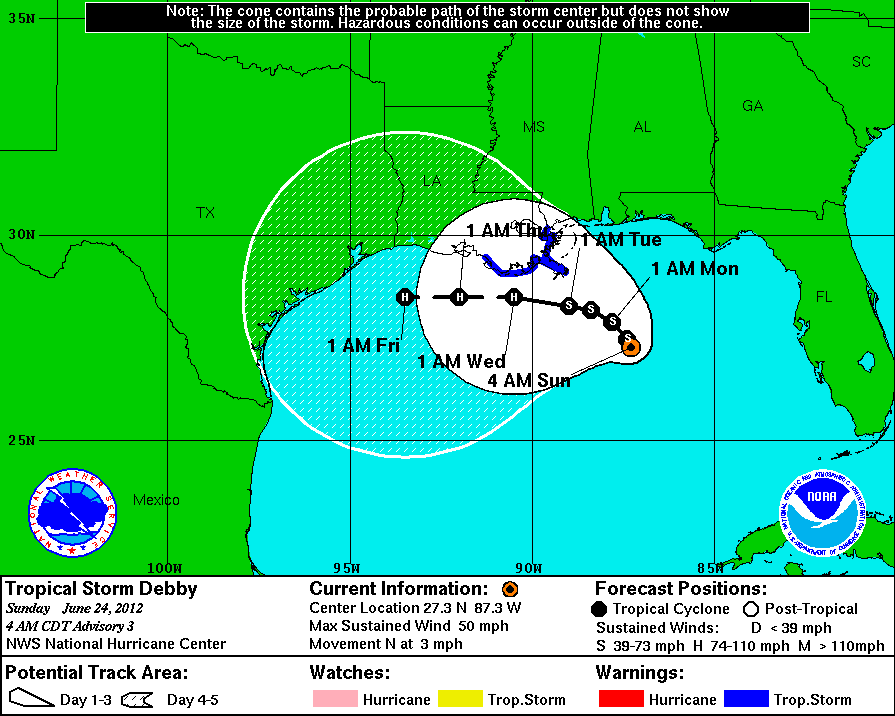
Previsão de faixa para a Tempestade Tropical Debby em 24 de junho, mostrando um caminho em direção ao Texas

Tornando-se uma tempestade tropical em 23 de junho, Debby tornou-se a quarta tempestade com nome na bacia do Atlântico, superando o antigo recorde estabelecido pelo furacão Dennis em 5 de julho de 2005, no entanto, com Danielle de 2016, o recorde foi batido por três dias. Inicialmente, previa-se que Debby fizesse uma curva para o oeste e potencialmente ameaçasse o Texas. Uma calha de aprofundamento curvaria a tempestade para oeste, enquanto se previa que o cisalhamento do vento diminuísse. Embora a tempestade tenha gerado topos de nuvens muito frios, grande parte da convecção estava localizada a mais de 100 milhas (160 km) do centro e ainda deslocados para o leste. Até 1200 UTC em 24 de junho o caminho da previsão foi deslocado do centro-leste do Texas para o sudeste da Luisiana. Apesar do persistente cisalhamento do vento, Debby estava fortalecendo-se e, nessa época, a tempestade atingiu a velocidade máxima sustentada do vento de 65 mph (100 km/h). Mais tarde em 24 de junho, o Centro Nacional de Furacões observou no seu próximo comunicado que "esta é uma previsão muito difícil e altamente incerta", citando o movimento lento de Debby e os modelos de previsão de computador amplamente difundidos.
A faixa de previsão para Debby mudou significativamente para o leste no final de 24 de junho, e foi previsto que a tempestade se moveria para o norte e chegaria a terra perto da Cidade do Panamá, na Flórida. Com base em uma estimativa dropsonde, Debby atingiu a sua pressão barométrica mínima de 990 millibars (29 inHg) às 0000 UTC em 25 de junho. No entanto, a tempestade começou a enfraquecer devido ao aumento do cisalhamento do vento, ar mais seco e ressurgência de água fria, causada pelo movimento lento de Debby. Foi inicialmente composto por vários pequenos redemoinhos, mas consolidado em uma circulação de baixo nível bem definida no início de 25 de junho. Devido ao seu movimento excessivamente lento e sem previsão de aceleração, o National Hurricane Center observou que "o ciclone não parece estar indo a lugar algum tão cedo". Uma explosão em convecção profunda ocorreu no final de 25 de junho, embora condições ambientais adversas impedissem a intensificação. Debby começou a curvar leste-nordeste e começou a acelerar em 25 de junho, em resposta a uma calha de latitude média que escavava o Oceano Atlântico ocidental. Ao se aproximar da Florida Big Bend, Debby produziu apenas uma pequena área de profunda convecção em imagens de satélite.
Às 2100 UTC de 26 de junho, Debby chegou perto de Steinhatchee, na Flórida, com ventos de 40 mph (65 km/h). A tempestade enfraqueceu rapidamente depois de se mudar para o interior e no início de 27 de junho, foi rebaixado para uma depressão tropical, enquanto localizado a cerca de 35 milhas (56 km) ao norte de Gainesville, Flórida. Debby manteve o status de ciclone tropical enquanto cruzava a Flórida, mas degenerou em uma depressão de baixa pressão às 1800 UTC em 27 de junho.  No comunicado final emitido pelo National Hurricane Center, três horas depois, a agência observou que Debby poderia eventualmente recuperar características tropicais. Após a sua dissipação, no entanto, os remanescentes não se regeneraram em um ciclone tropical, mas re-desenvolveram um novo centro de circulação e se fortaleceram levemente devido às condições baroclínicas. À medida que acelerava para o norte, os remanescentes de Debby tornaram-se cada vez mais frontais na natureza e mais uma vez degeneraram em uma vala aberta em 1800 UTC em 30 de junho; nesse momento, o distúrbio estava localizado ao sul de Terra Nova.

## Preparações

Tempestade tropical Debby perto de terra firme na Flórida em 26 de junho

Após o desenvolvimento de Debby em 23 de junho, um alerta de tempestade tropical foi emitido da foz do rio Pearl para Morgan City, Luisiana, excluindo Nova Orleães ou o lago Pontchartrain. No dia seguinte, um aviso separado de tempestade tropical foi posto em prática desde a fronteira do Mississippi e Alabama até a foz do rio Ochlockonee, na Flórida. Às 1500 UTC em 24 de junho, o alerta de tempestade tropical foi estendido até à foz do rio Suwannee. Simultaneamente, um aviso de tempestade tropical foi emitido do rio Suwannee para Anclote Key. Todos foram cancelados às 1500 UTC em 25 de junho, embora um aviso de tempestade tropical tenha sido implementado de Destin em Englewood, na Flórida. No início de 26 de junho, um aviso de tempestade tropical foi emitido de Mexico Beach para Englewood, Flórida. Até às 2100 UTC naquele dia, o alerta de tempestade tropical foi estendido até à foz do rio Steinhatchee, na Flórida. Isso foi interrompido depois que Debby se tornou uma depressão tropical.
Vários preparativos adicionais ocorreram, além de avisos e alertas de ciclones tropicais. Segundo o governo federal dos Estados Unidos, quase 25% da produção de petróleo e gás natural no Golfo do México foram encerrados. Na Luisiana, o governador Bobby Jindal declarou o estado de emergência. Em 24 de Junho, evacuações voluntárias foram emitidas para várias áreas no noroeste da Flórida durante a aproximação da tempestade, especialmente os condados de Taylor e Wakulla. O governador da Flórida, Rick Scott, também declarou estado de emergência em junho 25. Além disso, evacuações obrigatórias foram emitidas para St. George Island, Alligator Point e outras áreas baixas do condado de Franklin.

## Impacto
Em todo o sudeste dos Estados Unidos, nove pessoas foram mortas em relação à tempestade tropical Debby. Destes, sete ocorreram na Flórida e um no Alabama e Carolina do Sul. Em todo o centro e sul da Flórida, as faixas externas da tempestade geraram 13 tornados: cinco no Condado de Collier, dois no Condado de Glades, um no Condado de Hardee, dois no Condado de Highlands, um no Condado de Miami-Dade e dois no Condado de Palm Beach. No geral, as perdas da tempestade foram estimadas em pelo menos US $ 250 milhões.

### Flórida

#### Norte da Flórida e Panhandle

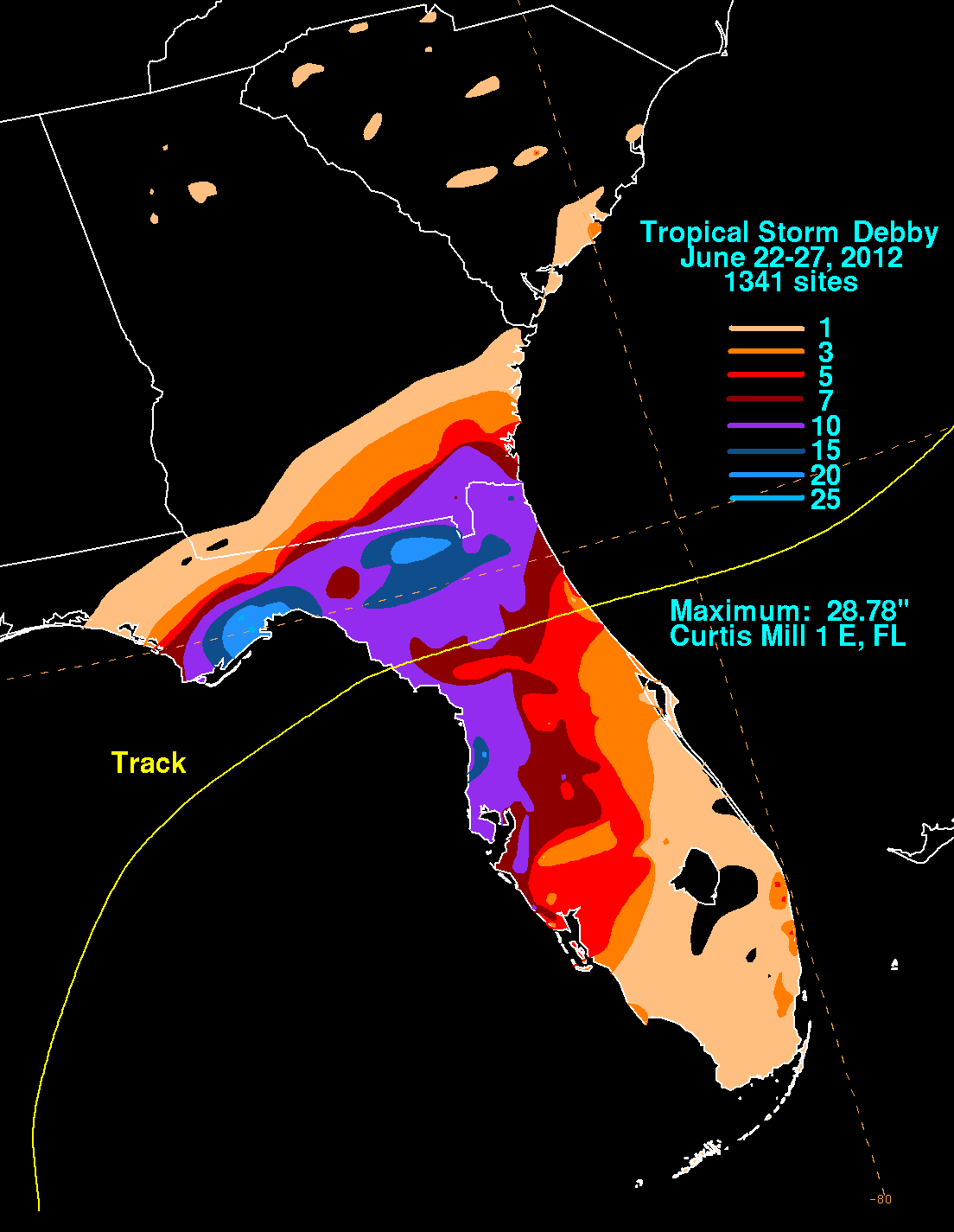
Tempestade total de chuvas de Debby nos Estados Unidos

Durante todo o mês de 25 de junho, um intenso complexo de tempestades se desenvolveu ao norte do centro de Debby e produziu chuvas torrenciais sobre o Panhandle da Flórida por grande parte do dia. Muitas áreas receberam chuvas acima de 15 polegadas (380 mm)  . A precipitação atingiu o pico de 28,78 polegadas (731 mm) em Curtis Mill, localizado no condado de Wakulla. Em Panacea, uma estação de Mesonet registou uma precipitação de 24,6 horas em 20,63 polegadas (524 mm)  .  As chuvas fizeram numerosos pequenos riachos, córregos e rios excederem rapidamente suas margens e inundarem comunidades adjacentes. O rio Sopchoppy com crista de 36,8 pés (11,2 m)  , que foi uma altura recorde. Inúmeras casas foram inundadas, algumas até o segundo andar. Duas pontes foram danificadas e várias estradas ao redor do município foram lavadas ou fechadas. Mais de 400 estruturas foram afetadas pelas inundações, incluindo mais de 170 casas móveis e quase 200 residências unifamiliares. Destas estruturas, 40 foram destruídos, 61 teve grandes danos causados pelas inundações, 41 sofreu pequenos danos de inundação e 271 foram afetados pelas inundações. Além disso, as inundações costeiras impactaram o município, com uma tempestade de 4 pés (1,2 m) e maré acima de 6,5 pés (2,0 m) em São Marcos. Inúmeras estradas estavam debaixo d'água e várias empresas da área receberam invasão de água naquela cidade. A Rota 98 dos Estados Unidos foi inundada ao norte de St. Marks. Como resultado, foram ordenadas evacuações obrigatórias ao sul da Rota 98 dos EUA e ao redor do rio Sopchoppy. No total, 67 as pessoas precisavam de resgate. As perdas em todo o condado foram avaliadas em US $ 9,09 milhão.
A tempestade também produziu efeitos adversos no condado de Franklin. Em Apalachicola, uma rajada de 65 milhas por hora (100 km/h) foi observada, bem como 6,03 polegadas (153 mm) de precipitação em junho 24, resultando em inundações repentinas generalizadas. A ponte John Gorrie Memorial que liga Apalachicola a Eastpoint foi fechada em junho 24 devido aos ventos fortes. Uma rajada de vento de 66 milhas por hora (110 km/h) foi relatado no aeroporto regional de Apalachicola. A ponte da ilha de St. George, a 4 milhas (6,4 km) que liga a Eastpoint à Ilha de St. George, sobre a Baía de Apalachicola, também foi fechada em junho 24 devido aos ventos fortes.  A ponte foi aberta mais tarde naquele dia, pois tanto a ilha de St. George quanto a Alligator Point foram submetidas a uma evacuação obrigatória, exigindo que todas as pessoas saíssem imediatamente, e os que permaneciam nas ilhas sujeitos a prisão. St. George Island, uma popular comunidade turística e destino turístico, perdeu todo o poder em junho 24 devido aos ventos fortes destruindo três postes de energia na Baía de Apalachicola; Um porta-voz da Progress Energy afirmou que pode levar dias até que a energia seja restaurada, porque as condições são inseguras demais para os trabalhadores.  No Condado de Bay, ocorreu uma erosão moderada na praia, com uma tempestade atingindo 1,5 pés (0,46 m) e maré de tempestade de 2,42 pés (0,74 m) na Cidade do Panamá. As inundações forçaram o fechamento de algumas estradas no condado de Jefferson, incluindo a Rota 27 dos EUA a oeste da Rota 19 dos EUA.
No condado de Madison, uma casa estava cercada por um lago cheio de retenção, perto da cidade de Madison. A State Road 51, no condado de Lafayette, foi inundada, causada pelo rio Steinhatchee que excedia suas margens. No condado de Dixie, várias estradas ao norte de Cross City sofreram inundações, enquanto a água entrou em pelo menos 40 casas ao longo do rio Steinhatchee. Ocorreram inundações costeiras moderadas em Horseshoe Beach, devido a uma tempestade estimada em 4 pés (1,2 m)  , com marés atingindo 7 pés (2,1 m) acima do normal. A água entrou em várias casas perto da costa e cercou dependências de até 1,5 pés (0,46 m)  No condado de Columbia, perdas preliminares foram superiores a US $ 20 milhões em julho 3 e não levou em consideração centenas de casas que permaneceram inundadas na época. Várias pontes foram lavadas devido à forte chuva; a rota 319 e a rota 98 dos EUA foram fechadas devido a inundações. No Condado de Suwannee, o rio Suwannee no Live Oak atingiu seu pico mais alto desde o furacão Dora em 1964. Gainesville recebeu seu segundo maior total de chuvas diárias de 6,95 polegadas (177 mm) em junho 24. No Condado de Marion, até 10,25 polegadas (260 mm) de chuva foi relatada perto da Irmandade. Como resultado, a State Road 40 foi fechada devido à água alta. Além disso, até 52 buracos foram relatados para ter se formado ao longo das estradas no condado. Inundações também ocorreram no condado de Duval. O público informou que a água entrou em uma casa na Rose Street, em Jacksonville. As ruas foram inundadas em Orange Park e a água se aproximou das portas das casas, forçando alguns moradores a evacuar. O rio St. Marys alcançou alturas históricas e inundou muitas casas nos condados de Baker e Nassau.

#### Flórida Central

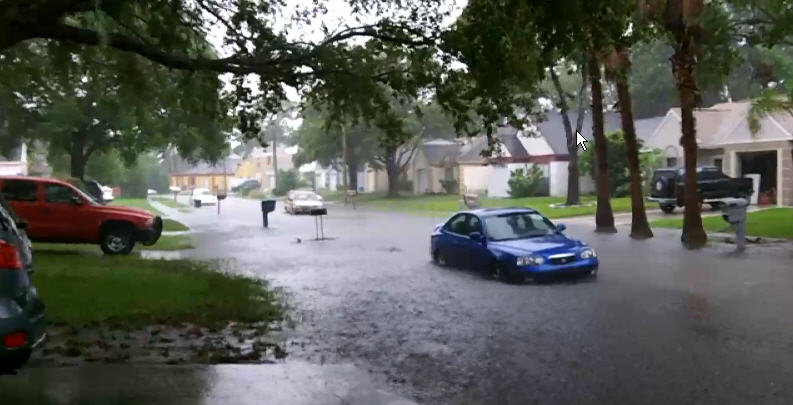
Rua inundada em Largo, Flórida, durante Debby.

No Condado de Levy, ventos de tempestades tropicais foram sentidos ao longo da costa. Foram registadas fortes chuvas em todo o condado, com o site CoCoRaHS perto de Chiefland recebendo 13,42 polegadas (341 mm)  . Em Cedar Key, as marés atingiram 6,78 pés (2,07 m) baixa maré baixa média em 25 dejunho. Estima-se que o maior pico de tempestade tenha atingido um pico de 4,49 pés (1,37 m) média baixa água baixa. Alguns edifícios foram inundados pela tempestade em Cedar Key e Yankeetown. No total, os danos à propriedade pública foram de aproximadamente US $ 175.000. As chuvas foram geralmente acima de 9 polegadas (230 mm) em Citrus County e atingiu o pico de 12,07 polegadas (307 mm) perto de Hernando. Várias casas foram inundadas com 1 a 3 pés (0,30 a 0,91 m) de água. Inundações de rua significativas foram relatadas em Kings Bay, enquanto várias ruas foram inundadas por até 2 pés (0,61 m) de água em Homosassa. No geral, os danos foram pequenos, atingindo cerca de US $ 127.000. A tempestade deixou cair chuvas fortes em Hernando County, com 15,53 polegadas (394 mm) em Spring Hill. Uma parte da State Road 589 foi interrompida entre a State Road 50 e a US Route 98, com até 5 pés (1,5 m) de água parada naquele trecho da rodovia. Ao longo do Anclote e Pithlachascotee Rivers em Pasco County, gestores de emergência ordenou evacuações obrigatórias para 14.000 – 20.000 pessoas como os rios subiram dramaticamente. O rio Anclote subiu de 9 pés (2,7 m) a 27 pés (8,2 m)  , bem acima do grande estágio de inundação, deixando as áreas circundantes em águas "profundas". Pelo menos 106 as casas do condado foram danificadas pelas águas das enchentes. Além disso, um tornado perto de New Port Richey causou grandes danos a cinco casas. Em todo o condado, os danos à propriedade privada foram de $ 1,5 milhões, enquanto as perdas de propriedade pública foram estimadas em US $ 26 milhão.

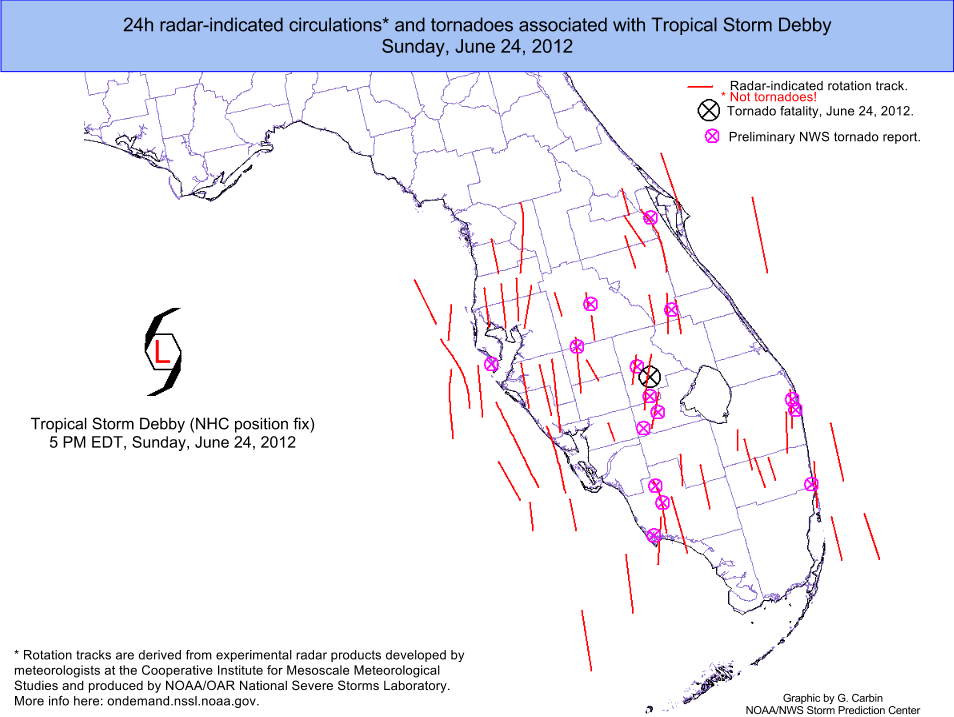
Trilhas do mesociclone associadas às bandas de chuva externas da Tempestade Tropical Debby na Flórida em junho 24

Um homem se afogou perto do lago Dorr, no condado de Lake, depois que sua canoa afundou ao longo de um rio na floresta nacional de Ocala. No condado de Polk, uma mulher morreu depois que seu carro caiu em uma estrada inundada. Outra pessoa se afogou em um rio depois que sua canoa virou; no entanto, não se sabe se sua morte foi atribuída ou não a Debby. Em todo o condado de Polk, 115 as casas foram danificadas, principalmente como resultado de tornados, e as perdas foram estimadas em US $ 5 milhão. Um tornado no condado de Hardee derrubou várias árvores e danificou um trator e um celeiro. No Condado de Glades, um tornado causou danos menores no telhado de um celeiro no Muse, enquanto o outro não resultou em efeitos. No condado de Highlands, quatro casas foram destruídas e outras vinte e quatro foram danificadas em graus variados por dois tornados. As perdas no município atingiram aproximadamente US $ 1,4 milhão. Várias casas foram danificadas pelos dois twisters no Condado de Highlands, com um resultando em uma fatalidade perto de Vênus. Em São Petersburgo, uma rajada de 45 milhas por hora (72 km/h)  , enquanto 1,88 polegadas (48 mm) de chuva caiu no período de uma hora.  Com a perda substancial de praias, o turismo na região deverá sofrer significativamente. Partes da praia de Upham, no condado de Pinellas, foram completamente erodidas até o paredão e outras áreas naquele município perderam de 20 a 30 pés (6,1 a 9,1 m) de areia. Na Ilha do Tesouro, as dunas costeiras foram corroídas por 10 a 15 pés (3,0 a 4,6 m) Em Pass-a-Grille, a tempestade de Debby inundou os hotéis costeiros com água até os tornozelos enquanto as dunas eram lavadas.  Ao longo de St. Pete Beach, 30 – 40 casas foram danificadas por um tornado gerado por Debby. As perdas em toda a cidade foram estimadas em US $ 1,5 milhão. No Condado de Hillsborough, rajadas de vento de 39 a 51 milhas por hora (63 a 82 km/h) foram medidos na Base da Força Aérea de MacDill. A precipitação foi de pelo menos 5 polegadas (130 mm) em grande parte do condado e atingiu o pico de 11,91 polegadas (303 mm) perto do Citrus Park. O dano da tempestade 74 edifícios, 6 dos quais foram destruídos. Estima-se que a maior tempestade atingisse 4,07 pés (1,24 m) em altura. Como resultado, partes do Bay Shore Boulevard foram inundadas por três dias.
Na ilha Anna Maria, no Condado de Manatee, a água atingiu as paredes de retenção de vários condomínios, alguns dos quais foram prejudicados, permitindo que a água entrasse nas piscinas à beira da praia. As perdas mais significativas ocorreram no lado sul da ilha, onde até metade das dunas foram perdidas. No Condado de Sarasota, até 10,9 polegadas (280 mm) de chuva caiu perto da cidade de Sarasota. Vento e inundações danificados 52 estruturas, com perdas chegando a US $ 540.000. Na praia do Lido, a maré alta inundou um estacionamento. O dano causado pelas erosões nas praias da área foi estimado em US $ 1,9 milhão. Um estado de emergência foi declarado devido a danos causados por tempestades no município. O primeiro tornado no Condado de Collier causou pequenos danos ao telhado de algumas estruturas perto de Nápoles em junho 23 Um segundo tornado no condado mais tarde naquele dia quebrou postes de luz e quebrou galhos de árvores no norte de Nápoles, com uma pessoa sendo ferida por um galho em queda. Outros três twisters foram gerados em Collier County em junho 24, embora o dano não passasse de algumas árvores derrubadas. O Aeroporto do Condado de Charlotte registou 55 milhas por hora (89 km/h) rajada de vento, enquanto o total mais alto de chuvas foi de 5,25 polegadas (133 mm) perto de Englewood. O dano atingiu US $ 2,5 milhões e era principalmente de erosão de praias e inundações costeiras. No condado de Lee, a precipitação atingiu o máximo de 4,95 polegadas (126 mm) em Cape Coral. As marés agitadas e as tempestades causaram erosão nas praias e inundações costeiras, especialmente nas ilhas Captiva e Sanibel. O condado sofreu aproximadamente US $ 2,3 milhões em perdas.

### Sul da Flórida e em outros lugares
No Aeroporto Internacional de Palm Beach, em West Palm Beach, 1,51 polegadas (38 mm) de precipitação caiu em apenas uma hora. Mais ao sul, em Pompano Beach, 4,32 polegadas (110 mm) de chuva foi relatada em um período de 24 horas. Um tornado no condado de Palm Beach danificou algumas casas e alguma vegetação em Lake Worth. O outro twister no condado de Palm Beach quebrou algumas árvores, abriu um portão do outro lado da rua e quebrou o braço de uma ferrovia. Uma tromba d'água no exterior do condado de Miami-Dade mudou-se para o interior perto de Golden Beach e torceu três portões e abriu uma porta de garagem. No mar no Golfo do México, nove plataformas de produção de petróleo e uma plataforma de perfuração foram danificadas. No geral, a produção de petróleo dos Estados Unidos diminuiu 2%. Em Junho 25, 44% do petróleo diário e 33% da produção diária de gás natural no Golfo do México foram encerrados. No dia seguinte, as empresas começaram a devolver funcionários às plataformas e a produção foi rapidamente restaurada. Um homem em Orange Beach, Alabama, se afogou após ser arrastado pelas ondas pesadas. Ao largo da costa da Carolina do Sul, uma pessoa desapareceu e presume-se morta depois que os socorristas não o encontraram após vários dias. As fortes chuvas de Debby se estenderam para o norte até o sul da Geórgia, atingindo um pico de 12,7 polegadas (320 mm) em Fargo. Inundações localizadas e isoladas ocorreram no condado de Lowndes nas proximidades, com até 1 pé (0,30 m) de água no estacionamento de um restaurante da Sonny em Lake Park. Os remanescentes de Debby passaram cerca de 90 milhas (140 km) ao norte de Bermuda em 29 de junho e produziu ventos fortes de tempestades tropicais na ilha, mas não causou danos.

## Rescaldo
Após a tempestade, o presidente dos Estados Unidos, Barack Obama, emitiu uma declaração de desastre para Baker, Bradford, Citrus, Clay, Columbia, Duval, Franklin, Gilchrist, Hernando, Highlands, Hillsborough, Lafayette, Manatee, Nassau, Pasco, Pinellas, Polk, Condados de Sarasota, Suwannee, Taylor, Union e Wakulla da Flórida. No Condado de Citrus, foi paga uma assistência individual total de US $ 127.000 a 140 residentes, incluindo US $ 112.000 em danos à habitação. Um total de 1.671 pedidos de assistência individual foram apresentados no condado de Pinellas, totalizando US $ 900.000.